# John Carleton (combiné nordique)
Pour l’article homonyme, voir John Carleton.
John Carleton, né le 13 septembre 1899 et mort le 21 janvier 1977, est un ancien spécialiste américain de ski nordique.

## Biographie

### Enfance et vie professionnelle
John Carleton commence le ski très jeune. Il étudie à la Phillips Academy puis à Dartmouth College où il est le capitaine de l'équipe de ski,. Ensuite, il devient capitaine de l'équipe de ski de l'Université d'Oxford car il a obtenu une bourse. Il participe à deux  Oxbridge Ski Races qui ont lieu en Suisse en 1923.
John Carleton est vétéran des deux guerres mondiales et il exerce le métier d'avocat. 

### Carrière sportive
En 1923, il est en Europe pour ses études et c'est pourquoi il est choisi pour représenter les États-Unis lors des Jeux olympiques d'hiver de 1924.

## Résultats

### Jeux olympiques
| Épreuve / Édition | Épreuve / Édition | Chamonix 1924 |
| ----------------- | ----------------- | ------------- |
| Combiné nordique  | Combiné nordique  | 22e           |
| Ski de fond       | 18 km             | 30e           |

## Reconnaissance
Il est membre du Mémorial américain du ski.